# Fed Cup 2019 – Americká zóna
Americká zóna Fed Cupu 2019 byla jednou ze tří zón soutěže, které se účastnily státy ležící na americkém kontinentu. Do kontinentální zóny Fed Cupu 2019 nastoupilo 19 družstev, z toho osm účastníků hrálo v I. skupině a dalších jedenáct pak ve II. skupině. Součástí herního plánu byly také dvě baráže.

## I. skupina
- Místo konání: Club Campestre Sede Llanogrande, Medellín, Kolumbie (antuka, venku)
- Datum: 6.–9. února 2019[1]
- Formát: Osm týmů bylo rozděleno do dvou čtyřčlenných bloků A a B. Vítězové obou bloků se utkali v baráži o postup  do druhé světové baráže 2019. Družstva, která se umístila na třetích místech, sehrála zápas o udržení se čtvrtým z opačného bloku. Poražení sestoupili do II. skupiny Americké zóny pro rok 2021.

### Nasazení
| Koš                                                            | tým       | ITF | nas. |
| -------------------------------------------------------------- | --------- | --- | ---- |
| 1.                                                             | Paraguay  | 19. | 1.   |
| 1.                                                             | Argentina | 23. | 2.   |
| 2                                                              | Brazílie  | 25. | 3.   |
| 2                                                              | Mexiko    | 33. | 4.   |
| 3                                                              | Kolumbie  | 35. | 5.   |
| 3                                                              | Chile     | 38. | 6.   |
| 4                                                              | Ekvádor   | 39. | 7.   |
| 4                                                              | Portoriko | 52. | 8.   |
| ITF – žebříček ITF nasazení dle žebříčku ze 19. listopadu 2019 |           |     |      |

### Bloky
|    | Blok A         | PAR | MEX | COL | ECU |
| 1. | Paraguay (2–1) |     | 2–1 | 1–2 | 3–0 |
| 2. | Mexiko (2–1)   | 1–2 |     | 2–1 | 3–0 |
| 3. | Kolumbie (2–1) | 2–1 | 1–2 |     | 2–1 |
| 4. | Ekvádor (0–3)  | 0–3 | 0–3 | 1–2 |     |

|    | Blok B          | BRA | CHI | ARG | PUR |
| 1. | Brazílie (3–0)  |     | 3–0 | 2–1 | 2–1 |
| 2. | Chile (2–1)     | 0–3 |     | 3–0 | 3–0 |
| 3. | Argentina (1–2) | 1–2 | 0–3 |     | 2–1 |
| 4. | Portoriko (0–3) | 1–2 | 0–3 | 1–2 |     |

### Baráž
| Pořadí      | tým bloku A | výsledek | tým bloku B |
| ----------- | ----------- | -------- | ----------- |
| Postup      | Paraguay    | 0–2      | Brazílie    |
| 3.–4. místo | Mexiko      | 1–2      | Chile       |
| Sestup      | Kolumbie    | 2–1      | Portoriko   |
| Sestup      | Ekvádor     | 1–2      | Argentina   |

#### Zápas o postup: Paraguay vs. Brazílie
| | Paraguay | 0 :                                                                                          | 2   | Brazílie |    |            |
| --- | -------- | -------------------------------------------------------------------------------------------- | --- | -------- | -- | ---------- |
| Club Campestre Sede Llanogrande, Medellín, Kolumbie 9. února antuka |          |                                                                                              |     |          |    |            |
| \| \| \| \| 1. \| 2. \| 3. \| \| \| -- \| \| -------------------------------------------------------------------------------------------- \| --- \| --- \| -- \| ---------- \| \| 1. \| \| Montserrat Gonzálezová Carolina Meligeni Alvesová \| 3 6 \| 2 6 \| \| \| \| 2. \| \| Verónica Cepedeová Roygová Beatriz Haddad Maiová \| 2 6 \| 3 6 \| \| \| \| 3. \| \| Verónica Cepedeová Roygová / Montserrat Gonzálezová Beatriz Haddad Maiová / Luisa Stefaniová \| \| \| \| nehrálo se \| \| \| \| \| \| \| \| \| \| \| \| \| \| \| \| \| \| \| \| \| \| \| \| \| \| \| \| \| \| \| \| \| \| \| \| \| \| \| \| \| |          |                                                                                              |     |          |    |            |
| |          |                                                                                              | 1.  | 2.       | 3. |            |
| 1. |          | Montserrat Gonzálezová Carolina Meligeni Alvesová                                            | 3 6 | 2 6      |    |            |
| 2. |          | Verónica Cepedeová Roygová Beatriz Haddad Maiová                                             | 2 6 | 3 6      |    |            |
| 3. |          | Verónica Cepedeová Roygová / Montserrat Gonzálezová Beatriz Haddad Maiová / Luisa Stefaniová |     |          |    | nehrálo se |
| |          |                                                                                              |     |          |    |            |
| |          |                                                                                              |     |          |    |            |
| |          |                                                                                              |     |          |    |            |
| |          |                                                                                              |     |          |    |            |
| |          |                                                                                              |     |          |    |            |

### Konečné pořadí
| Umístění        | Tým       | Tým       |
| Postup/1. místo | Brazílie  | Brazílie  |
| 2. místo        | Paraguay  | Paraguay  |
| 3. místo        | Chile     | Chile     |
| 4. místo        | Mexiko    | Mexiko    |
| 5. místo        | Kolumbie  | Argentina |
| Sestup/6. místo | Portoriko | Ekvádor   |

Výsledek
- Brazílie postoupila do druhé světové baráže 2019
- Ekvádor a Peru sestoupily do 2. skupiny Americké zóny pro rok 2021.

## II. skupina
- Místo konání: Tennis Club Las Terrazas Miraflores, Lima, Peru (antuka, venku)[2]
- Místo konání: Centro Nacional de Tenis, Santo Domingo, Dominikánská republika (tvrdý, venku)[2]
- Datum: 17.–20. dubna 2019[2]
- Formát: Jedenáct týmů bylo rozděleno do dvou podskupin. Limskou tvořily dva tříčlenné bloky, jejichž vítězové sehráli baráž o postup do I. skupiny Americké zóny pro rok 2021. Další týmy se v baráži střetly o konečné umístění. Santodomingská podskupina byla hrána ve formátu jediného pětičlenného bloku. Jeho vítěz automaticky postoupil do I. skupiny Americké zóny pro rok 2021.

### Nasazení
| Koš                                                       | tým                    | ITF | nas. |
| --------------------------------------------------------- | ---------------------- | --- | ---- |
| 1.                                                        | Peru                   | 48. | 1.   |
| 1.                                                        | Venezuela              | 52. | 2.   |
| 2                                                         | Guatemala              | 55. | 3.   |
| 2                                                         | Kostarika              | 59. | 4.   |
| 3                                                         | Kuba                   | 61. | 5.   |
| 3                                                         | Bahamy                 | 62. | 6.   |
| 4                                                         | Bolívie                | 68. | 7.   |
| 4                                                         | Dominikánská republika | 70. | 8.   |
| 5                                                         | Trinidad a Tobago      | 72. | 9.   |
| 5                                                         | Uruguay                | 84. | 10.  |
| 6                                                         | Barbados               | 96. | 11.  |
| 6                                                         | Panama                 | 99. | 12.  |
| ITF – žebříček ITF nasazení dle žebříčku z 11. února 2019 |                        |     |      |

### Bloky
|    | Blok A (Lima) | PER | BOL | PAN |
| 1. | Peru (2–0)    |     | 2–1 | 3–0 |
| 2. | Bolívie (1–1) | 1–2 |     | 3–0 |
| 3. | Panama (0–2)  | 0–3 | 0–3 |     |

|    | Blok B (Lima)           | BAH | TTO | BAR |
| 1. | Bahamy (2–0)            |     | 2–1 | 3–0 |
| 2. | Trinidad a Tobago (1–1) | 1–2 |     | 3–0 |
| 3. | Barbados (0–2)          | 0–3 | 0–3 |     |

|    | Blok A (Santo Domingo)       | VEN | GUA | URU | DOM | CUB |
| 1. | Venezuela (4–0)              |     | 2–1 | 3–0 | 3–0 | 3–0 |
| 2. | Guatemala (3–1)              | 1–2 |     | 3–0 | 3–0 | 3–0 |
| 3. | Uruguay (2–2)                | 0–3 | 0–3 |     | 2–1 | 2–1 |
| 4. | Dominikánská republika (1–3) | 0–3 | 0–3 | 1–2 |     | 2–0 |
| 5. | Kuba (0–4)                   | 0–3 | 0–3 | 1–2 | 0–2 |     |

### Baráž
| Podskupina v Limě | Podskupina v Limě | Podskupina v Limě | Podskupina v Limě |
| Pořadí            | tým bloku A       | výsledek          | tým bloku B       |
| ----------------- | ----------------- | ----------------- | ----------------- |
| Postup            | Peru              | 2–0               | Bahamy            |
| 3.–4. místo       | Bolívie           | 2–0               | Trinidad a Tobago |
| 5.–6. místo       | Panama            | 0–3               | Barbados          |

#### Zápas o postup: Peru vs. Bahamy
| | Peru | 2 :                                                                                           | 0   | Bahamy |    |            |
| --- | ---- | --------------------------------------------------------------------------------------------- | --- | ------ | -- | ---------- |
| Tennis Club Las Terrazas Miraflores, Lima, Peru 20. dubna 2019 antuka |      |                                                                                               |     |        |    |            |
| \| \| \| \| 1. \| 2. \| 3. \| \| \| -- \| \| --------------------------------------------------------------------------------------------- \| --- \| --- \| -- \| ---------- \| \| 1. \| \| Anastasia Iamachkineová Danielle Andrea Thompsonová \| 6 2 \| 6 1 \| \| \| \| 2. \| \| Dana Guzmánová Kerrie Cartwrightová \| 6 4 \| 6 2 \| \| \| \| 3. \| \| Anastasia Iamachkineová / Camila Soaresová Kerrie Cartwrightová / Danielle Andrea Thompsonová \| \| \| \| nehrálo se \| \| \| \| \| \| \| \| \| \| \| \| \| \| \| \| \| \| \| \| \| \| \| \| \| \| \| \| \| \| \| \| \| \| \| \| \| \| \| \| \| |      |                                                                                               |     |        |    |            |
| |      |                                                                                               | 1.  | 2.     | 3. |            |
| 1. |      | Anastasia Iamachkineová Danielle Andrea Thompsonová                                           | 6 2 | 6 1    |    |            |
| 2. |      | Dana Guzmánová Kerrie Cartwrightová                                                           | 6 4 | 6 2    |    |            |
| 3. |      | Anastasia Iamachkineová / Camila Soaresová Kerrie Cartwrightová / Danielle Andrea Thompsonová |     |        |    | nehrálo se |
| |      |                                                                                               |     |        |    |            |
| |      |                                                                                               |     |        |    |            |
| |      |                                                                                               |     |        |    |            |
| |      |                                                                                               |     |        |    |            |
| |      |                                                                                               |     |        |    |            |

### Konečné pořadí
| Umístění        | Tým               | Tým                    |
| Postup/1. místo | Peru              | Venezuela              |
| 2. místo        | Bahamy            | Guatemala              |
| 3. místo        | Bolívie           | Uruguay                |
| 4. místo        | Trinidad a Tobago | Dominikánská republika |
| 5. místo        | Panama            | Kuba                   |
| 6. místo        | Barbados          | Barbados               |

Výsledek
- Peru a Venezuela postoupily do I. skupiny Americké zóny pro rok 2021.